# Deng Xiaoping
 Deng Xiaoping (?·pàg.) (xinès simplificat: 邓小平, xinès tradicional: 鄧小平, pinyin: Dèng Xiǎopíng, Wade-Giles: Teng Hsiao-p'ing; Guang'an, Sichuan, 22 d'agost de 1904 - Pequín, 19 de febrer de 1997) va ser un polític xinès, màxim líder de la República Popular de la Xina des de 1978 fins als últims anys de la seua vida.
Sota el seu lideratge, la República Popular de la Xina va emprendre les reformes econòmiques de liberalització de l'economia comunista que van permetre a aquest país arribar a unes impressionants quotes de creixement econòmic (el PIB xinès va créixer entre un 8% i un 10% durant la dècada de 1980) Davant d'aquests èxits en l'economia, Deng va exercir un poder de marcat caràcter autoritari, i el seu paper va ser decisiu en la repressió violenta de les protestes de la Plaça de Tian'anmen el 1989.
Membre del Partit Comunista Xinès des dels seus anys d'estudi en França i en la Unió Soviètica, Deng es convertiria en un dels dirigents més importants del Partit Comunista durant l'època de Mao Zedong. No obstant això, la seua proximitat ideològica al llavors president de la República Popular Liu Shaoqi, el va convertir en un dels blancs de la Revolució Cultural, campanya turbulenta de reafirmació ideològica impulsada per Mao, president del partit, per a mantenir el poder enfront dels reformistes com Deng i Liu, que van ser acusats de dretans i contrarevolucionaris. Apartat de la cúpula del poder durant aquests anys de commoció ideològica, Deng acabaria tornant a un primer pla de l'activitat política després de la mort de Mao, imposant-se finalment al successor d'aquest, Hua Guofeng, en la lluita pel poder. A diferència de Mao, Deng no va promoure un culte a la personalitat al voltant de la seua figura i les seues aparicions públiques van ser escasses. Durant els últims anys de la seua vida, no ostentava ja cap càrrec polític i, afligit de la malaltia del Parkinson, tot just podia seguir els assumptes d'estat. Amb tot, se'l va seguir considerant el líder suprem de la Xina Popular fins a la seua mort, el 19 de febrer de 1997.

## Infantesa i joventut

### Infantesa a Sichuan
Deng Xiaoping, anomenat originalment Deng Xīxiàn (希賢), va nàixer a la xicoteta localitat de Paifang, al districte de Guang'an de la província de Sichuan, a uns 160 km de Chongqing, dins d'una família d'origen hakka, encara que assentada en Sichuan per diverses generacions. El seu pare, Deng Wenming, posseïa algunes terres, la qual cosa permetia a la família Deng tenir una posició modestament acomodada.
Com molts altres líders xinesos de les primeres generacions de la República Popular, Deng no parlava en mandarí estàndard, sinó en el mandarí de Sichuan.

### Educació
Després d'estudiar en Guang'an fins als catorze anys, el 1919 va ingressar al costat del seu oncle Deng Shaosheng, tres anys major que ell, en un col·legi de Chongqing que impartia classes de francès i preparava als estudiants per a prosseguir estudis en França. Deng va participar en el Mouvement Travail-Études, un programa d'estudis que entre 1912 i 1927 va permetre que 4.001 joves xinesos estudiaren i treballaren a França. Entre els joves xinesos que estudiarien a França gràcies a aquest programa, hi trobem a futurs líders del Partit Comunista Xinès com Zhou Enlai, Chen Yi, Cai Hesen, Li Lisan, Zhao Shiyan o Li Weihan. Deng, que era el més jove de tots els estudiants del grup, acabava de fer 15 anys. No es coneixen les raons que pogueren portar a una família rural a triar una educació internacional per als dos joves, si bé la nit abans que el jove Deng partira cap a França, son pare (qui va defensar fortament la idea que el seu fill estudiara a l'estranger) li va preguntar al seu fill què esperava aprendre a Occident. Deng va repetir les paraules que havia après dels seus mestres: "Cal aprendre d'Occident per salvar la Xina". Deng Xiaoping creia que els xinesos havien de tenir una educació moderna a l'estil occidental, per salvar el seu feble país. En qualsevol cas, Deng Xiaoping, en aquells dies encara Deng Xixian, va passar poc més d'un any en aquesta escola, on va estudiar francès, i el 1920 va viatjar a França juntament amb el seu oncle. Després de viatjar primer per vaixell al llarg del Yangzi fins a Shanghai, van embarcar amb destinació França al costat d'un grup d'estudiants xinesos, i van arribar a la ciutat de Marsella al novembre d'aquell any.

### Anys de joventut aFrançai laUnió Soviètica

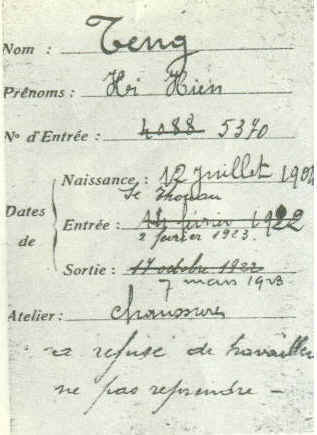
Fitxa personal de Deng Xiaoping a la fàbrica Hutchinson.

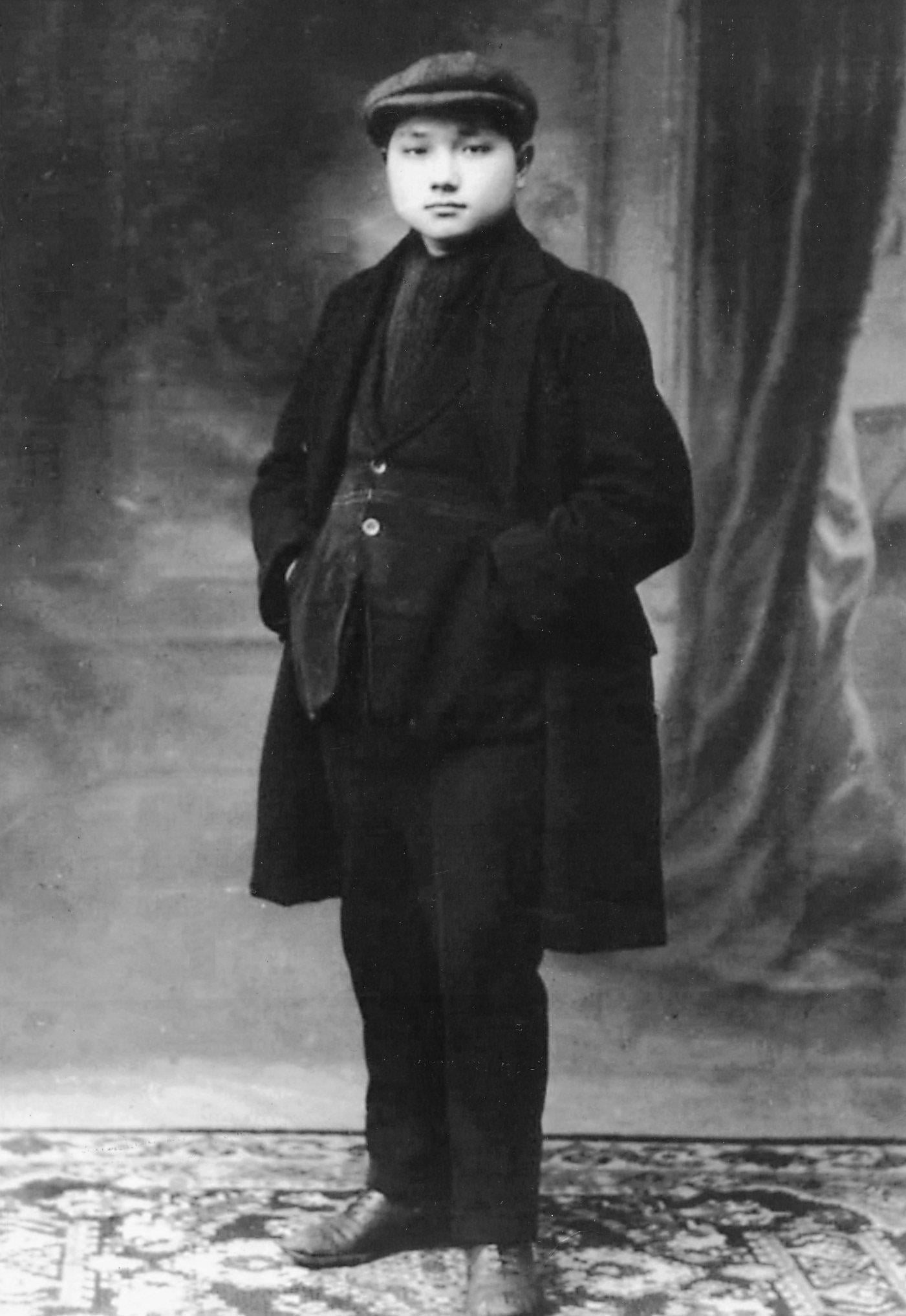
Deng Xiaoping a França, 1920.

A França, la primera ciutat on Deng Xiaoping va viure va ser Bayeux. A causa de l'augment del cost de la vida, la Société d'éducation franco-chinoise (SEFC) va tenir problemes econòmics per a mantenir els seus estudiants, fet que va portar-los a haver de treballar per a cobrir les seues necessitats. Deng va treballar a les fàbriques Schneider de Le Creusot i després a la fàbrica Hutchinson a Châlette-sur-Loing, amb el nom de «Teng Hi Hien». A causa de la seua baixa estatura (1,50m), Deng efectuarà un treball reservat a les dones: la fabricació de soles de sabata. També va treballar com ensamblador a la fàbrica Renault de Billancourt, per passar posteriorment a la fàbrica Kleber de Colombes, després d'haver canviat el seu lloc de residència a La Garenne-Colombes. Deng tornaria a treballar per a Hutchinson, d'on seria acomiadat un mes després, probablement a causa de la seua natura contestatària, car un superior va indicar com a motiu de l'acomiadament «Ha rebutjat treballar. No readmetre pas.». En els anys en França, entraria en contacte amb altres xinesos emigrats a Europa, com Zhou Enlai, qui vivia a París i a través dels quals va conèixer l'incipient moviment comunista xinès. Tot just es coneixen els detalls de quan i com es va incorporar al moviment comunista. Segons la seua biografia oficial, l'any 1922 es va unir a l'anomenat Partit Comunista dels Joves Xinesos a Europa (que més endavant passaria a anomenar-se Lliga de Joves Socialistes Xinesos a Europa), i el 1924 va passar a formar part del Partit Comunista Xinès, fundat en Shanghai uns anys abans per Chen Duxiu i Li Dazhao amb suport soviètic. Durant aquests anys a Europa, va començar a escriure articles en una revista, Llum Roja, publicada pels comunistes xinesos a França. En aquells escrits de joventut es revelava ja una ideologia radical, que veia en la revolució comunista la solució als problemes de la Xina.
El 1926, Deng va viatjar a Moscou, on passaria onze mesos estudiant al costat d'altres comunistes xinesos, primer en la Universitat Comunista dels Treballadors de l'Est, destinada a la formació de joves d'Àsia Oriental i després en la Universitat Sun Yat-sen, també orientada a asiàtics. Allí, Deng va passar un any estudiant els principis del marxisme-leninisme. Entre els seus companys de classe es trobava Chiang Ching-kuo, el fill de Chiang Kai-shek, dirigent del partit nacionalista xinès Kuomintang.

### Retorn a la Xina
A la fi de 1926, Deng va abandonar Moscou per a tornar a la Xina, on es va unir a l'exèrcit de Feng Yuxiang, cap militar del nord-oest de la Xina, que havia demanat ajuda a la Unió Soviètica en la seua lluita amb altres dirigents locals del nord de la Xina. En aquell moment, la Unió Soviètica, a través de la Komintern, organització internacional de suport als moviments comunistes en el món, donava suport l'aliança dels comunistes xinesos amb els nacionalistes del Kuomintang (KMT), el partit fundat per Sun Yat-sen que encara que no era comunista compartia molts dels principis organitzatius del leninisme.
No es coneixen bé els detalls de l'eixida de Deng de Moscou ni del seu retorn a la Xina, però sembla que va arribar a Xi'an, la plaça forta de Feng Yuxiang, al març de 1927, i formaria part de l'exèrcit d'aquest cap militar fins a la ruptura de l'aliança entre el KMT i les forces comunistes. Aquesta ruptura va ser provocada per Chiang Kai-shek, el successor de Sun Yat-sen, que va començar la persecució dels comunistes, obligant a aquests a fugir de les zones controlades pel KMT. En aquell any de 1927, Chiang Kai-shek va veure reforçada la seua posició com líder del KMT en aconseguir conquerir gran part del sud i l'est de la Xina i establir la capital de la República de la Xina en Nanjing. Després de la ruptura de l'aliança entre comunistes i nacionalistes, Feng Yuxiang es va situar del costat de Chiang Kai-shek, i els comunistes que participaven en el seu exèrcit, com Deng Xiaoping, van haver de fugir.

## Ascens al Partit Comunista durant la clandestinitat

### Activisme polític a Wuhan i Shanghai

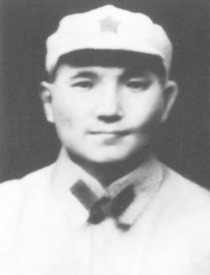
Deng Xiaoping el 1929.

Després d'abandonar l'exèrcit del nord-oest de Feng Yuxiang, Deng va anar a parar a la ciutat de Wuhan, on els comunistes tenien en aquell moment la seua seu central. En aqueixa època, va començar a utilitzar l'àlies "Xiaoping" i va ocupar posicions destacades en l'aparell del partit. Va participar en la històrica sessió d'emergència del 7 d'agost de 1927, en la qual, per iniciativa soviètica, es va destituir al fundador del partit Chen Duxiu, i Qu Qiubai va passar a ser el secretari general. Va ser a Wuhan quan Deng va tenir contacte per primera vegada amb Mao Zedong, qui per aquella època era un militant poc valorat pels dirigents prosoviètics del partit.
Entre 1927 i 1929, Deng Xiaoping va residir a Shanghai, on va col·laborar en l'organització de protestes clandestines que serien perseguides amb duresa per les autoritats del Kuomintang. La mort de molts militants comunistes en aquells anys va dur a un descens en el nombre de membres del Partit Comunista, la qual cosa va permetre a Deng Xiaoping ascendir posicions ràpidament en la jerarquia d'aquest. Durant aquesta etapa a Shanghai, Deng va contraure matrimoni per primera vegada, amb una xicona que havia conegut a Moscou, Zhang Xiyuan.

### Campanya militar a Guangxi
A partir de 1929, va participar en la lluita contra el Kuomintang en la província (actualment regió autònoma) de Guangxi. La superioritat de les forces de Chiang Kai-shek va provocar un nombre enorme de baixes en les files comunistes. L'estratègia dels dirigents del partit va resultar un fracàs que va causar la mort de moltíssims militants. Va ser en aquest moment quan va ocórrer un dels episodis més confusos en la biografia de Deng Xiaoping: al març de 1931 va abandonar el Setè Exèrcit comunista i apareixeria algun temps més tard a Shanghai. La biografia oficial afirma que a Deng Xiaoping li haurien encarregat els seus superiors allunyar-se de la zona de batalla i desplaçar-se a Shanghai, on es trobaven els líders en la clandestinitat del Partit Comunista. No es pot descartar, en qualsevol cas, que Deng haguera desertat en aquell moment. Aquest episodi poc clar en la seua biografia seria utilitzat en la seua contra durant l'època de la Revolució Cultural.

### Retorn a Shanghai i trasllat al sóviet de Jiangxi

Bandera de la República Soviètica de la Xina o soviet de Jiangxi.

En tornar a Shanghai, Deng va conèixer la tràgica notícia de la mort de la seua esposa i de la seua filla nounada. A més, es va trobar que també molts dels seus antics camarades havien mort com a resultat de la repressió anticomunista dels nacionalistes del Kuomintang.
Les campanyes contra els comunistes en les grans ciutats van suposar un dur revés per al partit i en particular per a la línia d'actuació defensada pels assessors soviètics de la Komintern, que veien en la mobilització del proletariat urbà l'estratègia correcta per a l'avanç del comunisme. Enfront d'aquesta visió urbana de la revolució, basada en l'experiència soviètica, el dirigent comunista Mao Zedong veia en el medi rural l'autèntica força revolucionària de la Xina, i seria en el camp, en una zona muntanyenca de la província de Jiangxi, on Mao aconseguiria establir un sistema comunista, l'embrió d'un futur estat xinès sota el comunisme, que va adoptar el nom oficial de República Soviètica de la Xina, encara que sovint se li ha denominat simplement el "soviet de Jiangxi".
Una de les ciutats més importants en la zona del soviet era Ruijin, on Deng Xiaoping va assumir el càrrec de secretari de comitè del partit l'estiu de 1931. Un any després, l'hivern de 1932, va passar a ocupar el mateix càrrec en el districte proper de Huichang. El 1933, es convertiria en director del departament de propaganda del Comitè Provincial del Partit a Jiangxi. En aquesta època es va casar per segona vegada, amb una jove anomenada Jin Weiying que havia conegut a Shanghai.
Els èxits del soviet de Jiangxi van fer que la cúpula de líders del Partit es desplaçara a Jiangxi des de Shanghai. L'enfrontament entre les idees de Mao Zedong i les dels líders del partit i els seus assessors soviètics era cada vegada més acusada i la lluita pel poder entre les dues faccions va tenir com una de les seues conseqüències la destitució de Deng, afí a les idees de Mao, del seu càrrec en el departament de propaganda.
A pesar dels enfrontaments interns en el si del partit, el soviet de Jiangxi va esdevenir el primer experiment reeixit de govern comunista en el medi rural xinès. Es van arribar fins i tot a emetre segells i paper moneda amb la capçalera de la República Soviètica de la Xina, però finalment l'exèrcit de Chiang Kai-shek va decidir atacar la zona sota control comunista.

### La Llarga Marxa

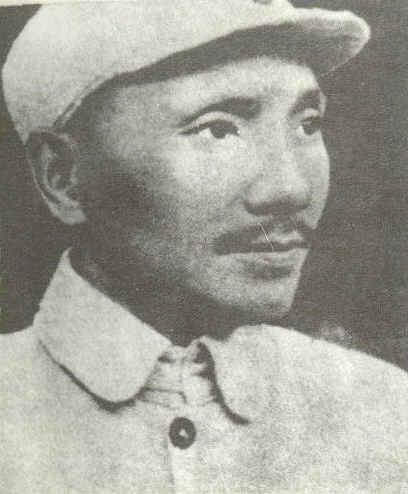
Deng el 1941

Envoltats per l'exèrcit de la República de la Xina, molt més poderós que les forces comunistes, els comunistes van haver de fugir de Jiangxi l'octubre de 1934. Així es va iniciar la històrica fugida a través de l'interior de la Xina coneguda com la Llarga Marxa.
La Llarga Marxa va esdevenir l'esdeveniment èpic que marcaria un punt d'inflexió en el desenvolupament del comunisme xinès. L'eixida de Jiangxi va ser difícil, ja que l'exèrcit de la República havia pres posicions als voltants de tota la zona comunista. Avançant per zones aïllades i muntanyenques, uns 80.000 homes (i algunes dones) van aconseguir fugir de Jiangxi iniciant un llarg periple per l'interior de la Xina que acabaria en la província septentrional de Shaanxi un any després, on arribarien tot just entre 7.000 i 9.000 dels homes que havien eixit de Jiangxi. En total es van fer 12.500 quilòmetres durant 370 dies.
Des de la Reunió de Zunyi, al principi de la Llarga Marxa, Mao Zedong s'havia convertit en el nou líder del Partit Comunista Xinès, desallotjant del poder, per a consternació de la Unió Soviètica, als anomenats 28 bolxevics, liderats per Bo Gu i Wang Ming. La línia prosoviètica del Partit Comunista Xinès havia acabat i un nou partit d'inspiració rural sorgiria sota el lideratge de Mao. Deng Xiaoping s'havia convertit de nou en una figura destacada en el partit, que des del nord acabaria vencent la guerra civil contra el Kuomintang.
L'enfrontament entre els dos partits xinesos es veuria interromput, no obstant això, per la invasió japonesa, que va forçar el Kuomintang a aliar-se per segona vegada amb els comunistes per a la defensa de la integritat nacional enfront de l'agressió exterior.

### La invasió japonesa

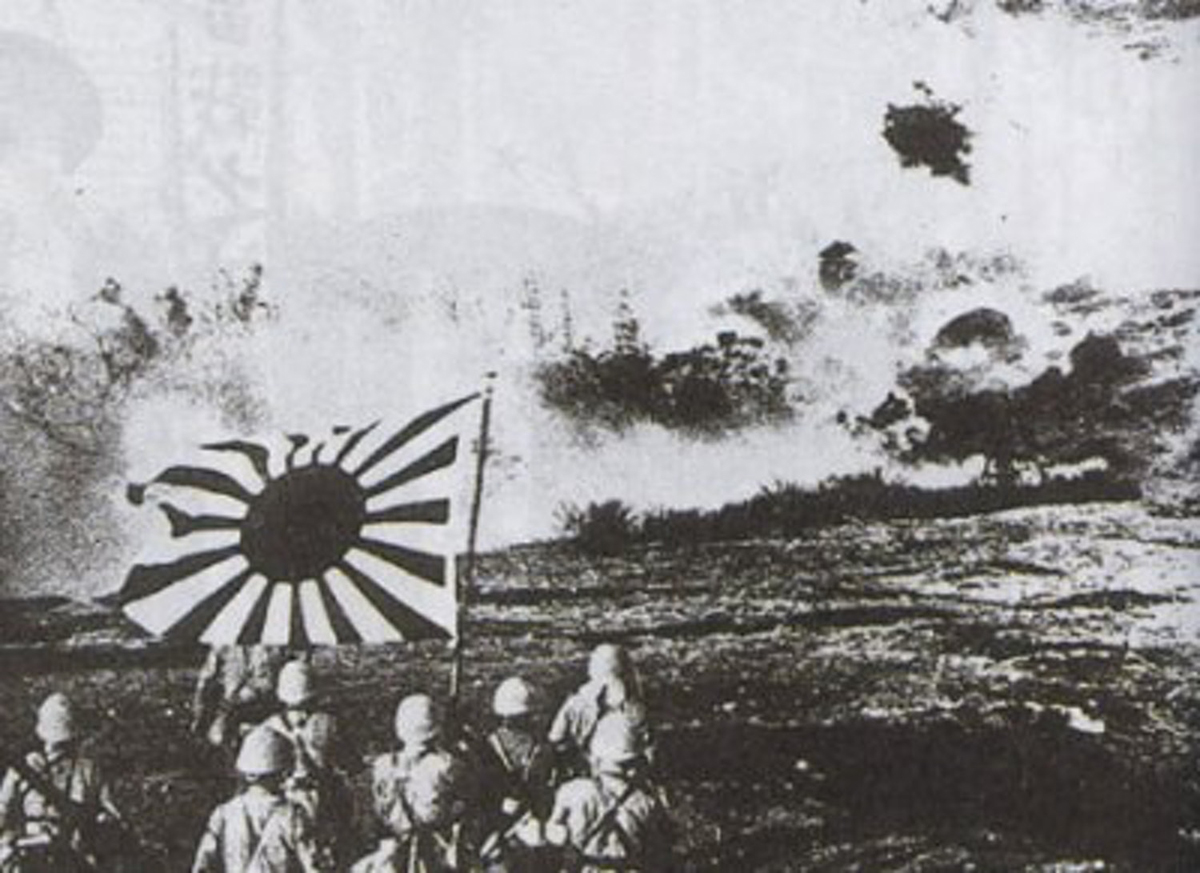
Tropes japoneses en la batalla de Canton.

La invasió de les tropes japoneses el 1937 va marcar el començament de la Segona Guerra Sinojaponesa. Durant la invasió, Deng Xiaoping va romandre en la zona controlada pels comunistes al nord, on va assumir el paper de comissari polític d'una de les tres divisions en què s'havia reestructurat l'exèrcit comunista.
Deng va romandre durant la major part del conflicte amb els japonesos en el front de guerra en la zona limítrofa de les províncies de Shanxi, Henan i Hebei, des d'on va viatjar diverses vegades a la ciutat de Yan'an, on Mao havia establert la base de la direcció del Partit Comunista. En un dels seus viatges a Yan'an, el 1939, va contraure matrimoni per tercera i última vegada en la seua vida, amb Zhuo Lin, una jove natural de Kunming, que, com altres joves idealistes de l'època, havia viatjat a Yan'an per unir-se als comunistes.

### Represa de la guerra contra el Kuomintang

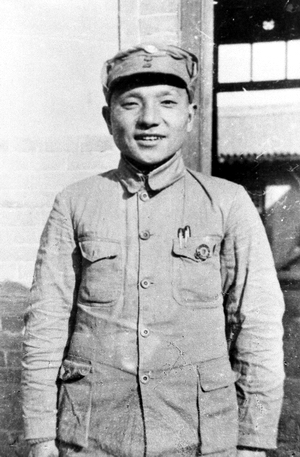
Deng Xiaoping amb l'uniforme de l'Exèrcit Nacional Revolucionari, el 1937.

Després de la derrota del Japó en la Segona Guerra Mundial, Deng Xiaoping va viatjar a Chongqing, la ciutat on Chiang Kai-shek havia establert el seu govern durant la invasió japonesa, per a participar en les converses de pau entre el Kuomintang i el Partit Comunista. Els resultats d'aquelles converses no van ser positius i l'enfrontament militar entre els dos partits antagònics es va reprendre poc després de la reunió de Chongqing.
Mentre Chiang Kai-shek recomponia el govern en Nanjing, l'aleshores capital de la República de la Xina, els comunistes lluitaven per controlar el camp. Seguint una tàctica d'escamots amenaçant des de les seues posicions en la zona rural a les ciutats, sota el control del govern de Chiang, i a les seues línies de proveïment, els comunistes van anar augmentant el territori sota el seu control, i incorporant a cada vegada més soldats que desertaven de l'exèrcit nacionalista.
En aquesta fase final de la guerra contra l'exèrcit de la República de la Xina, Deng Xiaoping va exercir de nou un paper fonamental com a responsable polític i de propaganda. Comissari polític de la divisió de l'exèrcit comunista comandada per Liu Bocheng, va participar en la difusió de les idees de Mao Zedong, convertides en fonament ideològic del Partit Comunista. La seua labor en tasques polítiques i ideològiques, al costat de la seua condició de veterà de la Llarga Marxa, el van situar en una posició de privilegi en el si del partit per a ocupar càrrecs de poder després que el Partit Comunista aconseguira, finalment, derrotar Chiang Kai-shek i fundar un nou estat comunista: La República Popular de la Xina.

## Trajectòria política sota el règim maoista

### De nou a Chongqing
L'1 d'octubre de 1949, Deng Xiaoping va assistir a Pequín a la proclamació de la nova República Popular de la Xina. En aquell moment, el Partit Comunista ja controlava tot el nord del país, però encara quedaven parts del sud del país en poder del règim del Kuomintang. Deng Xiaoping va esdevenir l'encarregat de dirigir la conquesta (o "alliberament", en el llenguatge utilitzat habitualment en la República Popular) del sud-oest xinès, en la seua condició de primer secretari del Departament del Sud-oest. Aquest organisme tenia la missió de gestionar la presa de poder definitiva sobre aquella part del país on, d'una banda, àmplies zones romanien encara en poder del Kuomintang, mentre que, d'altra banda, la major part del Tibet havia estat independent de facto fa anys.
El govern del Kuomintang, després de veure's obligat a abandonar Nanjing primer i després Guangzhou, havia establert la capital provisional de nou a Chongqing, com a l'època de la invasió japonesa. Allí, Chiang Kai-shek al costat del seu fill Chiang Ching-kuo, l'antic company d'estudis de Deng Xiaoping a Moscou, maldaven per detenir l'avanç comunista.
Sota el control polític de Deng Xiaoping, l'exèrcit comunista va conquerir Chongqing a principis de desembre de 1949 i uns dies després entraria triomfant a Chengdu, últim reducte de poder de Chiang Kai-shek. A partir d'aquest moment, Deng va assumir el càrrec d'alcalde de Chongqing, a més de ser el màxim dirigent del Partit Comunista al sud-oest, on a poc a poc l'Exèrcit Popular d'Alliberament, com va passar a conèixer-se a l'exèrcit comunista, acabava amb els focus de resistència lleials al vell règim del Kuomintang. El 1950, el nou estat assolia també el control sobre el Tibet.
Deng Xiaoping passaria tres anys a Chongqing, la ciutat on havia estudiat durant la seua adolescència abans d'anar a França. El 1952, es va traslladar a Pequín, on ocuparia diverses posicions en el govern central.

### Ascens polític a Pequín

Deng Xiaoping (a l'esquerra) amb el XIV Dalai Lama.

El juliol de 1952, Deng va tornar a Pequín per a assumir els càrrecs de viceprimer ministre i vicepresident de la Comissió d'Economia i Finances. Poc després, ocuparia els càrrecs de ministre de finances i de director de l'Oficina de Comunicacions. El 1954, va abandonar tots aquests càrrecs, excepte el de viceprimer ministre, per a passar a ser secretari general del Comitè Central del Partit, director del Departament d'Organització i vicepresident de la Comissió Nacional de Defensa.
El 1955, després de la Cinquena Sessió Plenària del Setè Comitè Central, va ingressar en el Buró Polític del partit. A l'any següent, el 1956, després del VIII Congrés Nacional del Partit i després de la Primera Sessió Plenària del Vuitè Comitè Central, va passar a formar part del Comitè Permanent del Buró Polític, la cúpula de poder de la República Popular. Va ocupar també el lloc de secretari general del Comitè Central, una de les posicions més altes en la complexa jerarquia de poder de l'Estat, càrrec que seguiria exercint durant els següents deu anys, fins a 1966. Durant tot aquest temps, Deng va desenvolupar una tasca molt important en l'organització de l'Estat. Va ser pràcticament la mà dreta del president de la República Popular Liu Shaoqi.
Fidel a Mao, Deng va dirigir el 1957 una purga brutal al si del PCX durant la campanya anti-dretana. Aquesta campanya va suposar un canvi radical de postura després de la Campanya de les cent flors de 1956, en la qual es va convidar als intel·lectuals a fer públic el seu malestar amb l'administració del PCX.
El propòsit original de la Campanya de les Cent Flors, almenys oficialment, va ser el de millorar el sistema comunista xinès en tractar de respondre a les expectatives i frustracions dels intel·lectuals, dels quals Mao desconfiava. En lloc de seguir el propòsit original, i potser a causa de la virulència de les crítiques, Mao fa servir la campanya de les cent flors per denunciar la deriva dretana dels opositors del règim. Sota l'autoritat de Deng, més d'un milió de xinesos van ser detinguts i obligats a desdir-se de les seues crítiques anteriors. La majoria de les vegades els crítics són enviats a camps de treball, els "laogai" per poder portar a terme la seua "rehabilitació".
Tant Liu com Deng havien fet costat a Mao en les campanyes de masses dels anys cinquanta, en les quals es va atacar als burgesos i capitalistes, i es va promoure la fidelitat ideològica al projecte comunista. No obstant això, el fracàs econòmic del Gran Salt Endavant va fer sorgir les crítiques cap a la capacitat de gestió econòmica de Mao. El dirigent comunista Peng Dehuai va arribar a criticar obertament a Mao, i aleshores Liu Shaoqi i Deng Xiaoping, encara que amb cautela, van començar a prendre les regnes de la política econòmica, deixant a Mao amb un paper simbòlic com referent ideològic. Mao va acceptar cedir la presidència de la República Popular a Liu Shaoqi, mentre conservava els seus llocs com líder del partit i de l'exèrcit.
El 1963, Deng va viatjar a Moscou encapçalant la delegació xinesa que es va reunir amb el successor de Stalin, Nikita Khrusxov. Les relacions entre la República Popular de la Xina i la Unió Soviètica havien empitjorat des de la mort de Stalin i després d'aquesta reunió en què no es va assolir cap acord es va consumar l'anomenada Ruptura sinosoviètica, la suspensió quasi total de les relacions entre els dos grans règims comunistes del món en aquell moment.
Durant aquests anys, el President de la República Popular Liu Shaoqi i Deng Xiaoping van començar a aplicar reformes econòmiques per invertir les polítiques del Gran Salt Endavant. Aquesta situació va animar Mao a passar a l'acció per a recuperar el control total sobre l'Estat. Apel·lant al seu esperit revolucionari, Mao llançava l'anomenada "Revolució Cultural", amb la qual encoratjava les masses a erradicar els capitalistes i dretans infiltrats en el partit, senyalant entre aquests els mateixos Liu i Deng.

### La Revolució Cultural

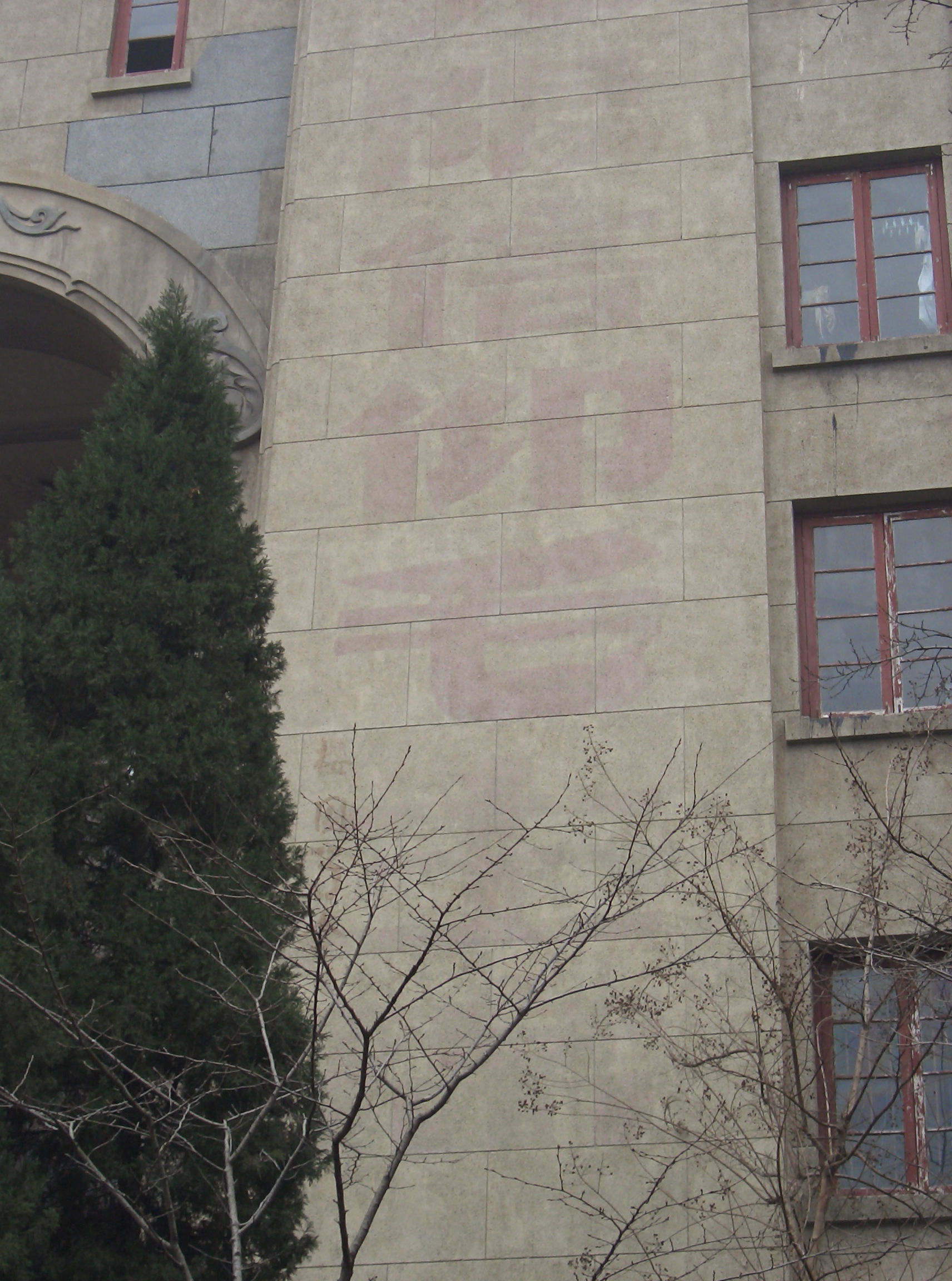
Rastres d'una màxima propagandística de la Revolució Cultural, inscrita en un mur; la llegenda invoca la confiança en el president Mao.

La Gran Revolució Cultural Proletària va ser un moviment de masses promogut pel mateix Mao Zedong. Aquest, recorrent al seu llenguatge més revolucionari i recolzant-se en col·laboradors fidels com Lin Biao, va encoratjar les masses a mantenir per tots els mitjans l'esperit revolucionari davant la possibilitat que, en moments de debilitat de la revolució, dretans i capitalistes infiltrats pogueren portar a terme polítiques contràries a l'autèntica ideologia del partit.
L'objectiu de Mao en llançar la Revolució Cultural sembla haver estat el de recuperar el seu poder, que havia estat qüestionat després del fracàs econòmic del Gran Salt Endavant. Enfront de l'intent de Deng i Liu d'apartar a Mao del dia a dia de les tasques de govern, Mao va mobilitzar sobretot els joves perquè atacaren a qui no era fidel al seu lideratge. En aquesta època van aparèixer una gran quantitat de cartells en què s'acusava Liu Shaoqi i Deng Xiaoping de capitalistes i dretans. Al mateix temps, el culte a la personalitat de Mao, promogut per Lin Biao, va arribar les seues cotes més extremes.
Durant l'any 1968, Deng i la seua esposa Zhuo Lin van romandre en la seua casa de Pequín sota arrest domiciliari. L'octubre d'aquell any, el VIII Congrés del Partit Comunista despullava Deng de tots els seus càrrecs i el 1969 era enviat a la província de Jiangxi, on al costat de la seua dona, va treballar en un taller de tractors. La seua família patiria els pitjors excessos de la violència de la Revolució Cultural; el seu fill Deng Pufang va quedar paraplègic després de ser llançat per una finestra de la Universitat de Beijing per joves guàrdies rojos que el van acusar de capitalista.
El punt d'inflexió en la situació de Deng es va produir després de la mort de Lin Biao, el successor de Mao. Deng Xiaoping va començar a posar-se en contacte amb col·laboradors que romanien a Pequín, on la situació semblava estar calmant-se. L'agost de 1972, va enviar una carta a Mao demanant disculpes pels seus actes contrarevolucionaris. Aquesta actitud li va permetre ser rehabilitat al febrer de 1973, quan se li va ordenar tornar a Pequín, on s'incorporaria de nou al seu lloc al comité central. El comité central estava controlat aleshores pels progressistes de Zhou Enlai.

### Rehabilitació de Deng i mort de Mao
Després de recuperar els seus càrrecs oficials el 20 de març de 1973, el paper de Deng Xiaoping no tindria la importància que havia tingut anteriorment. El seu treball se centrava sobretot en les relacions exteriors, ja que Mao i la Banda dels Quatre controlaven amb fermesa la política interior.
Després de la mort de Lin Biao i la rehabilitació de Deng, aquest era un dels candidats a succeir Mao Zedong. No obstant això, Mao triaria finalment com successor a un membre poc conegut del partit, Hua Guofeng.
Tanmateix, això no fou impediment perquè Deng anés agafant més poder dins del partit, ja que Zhou Enlai, malalt de càncer, va anar delegant competències en Deng Xiaoping. El gener de 1975, Deng va esdevenir secretari permanent del Buró Polític, vicepresident del Partit i Primer Ministre Adjunt i Cap de Gabinet de l'Exèrcit Popular d'Alliberament. Però el gener de 1976 Zhou Enlai mor.
El 5 d'abril de 1976, durant la festa de Qingming es van produir protestes a la Plaça de Tian'anmen de Pequín, a les manifestacions de dol públic per la defunció del primer ministre Zhou Enlai. Deng va ser culpat dels desordres i desposseït, una vegada més, dels seus càrrecs.
Així, amb Deng Xiaoping apartat del poder, Hua Guofeng assumiria la responsabilitat, com successor de Mao, de mantenir el sistema maoista després de la mort d'aquest el 9 de setembre de 1976.

## Deng Xiaoping com a líder suprem de la Xina

### La lluita pel poder amb Hua Guofeng
Després de la mort de Mao Zedong, Deng Xiaoping es trobava a Pequín apartat dels seus càrrecs polítics. La lluita pel poder es va establir entre, d'una banda, Hua Guofeng, el successor designat pel mateix Mao, i, per una altra, la Banda dels Quatre, el grup de quatre dirigents del partit, entre ells l'esposa de Mao Jiang Qing, que havien portat a terme l'organització de la Revolució Cultural.
Hua Guofeng va fer arrestar la Banda dels Quatre, culpant-los dels pitjors excessos i desordres de la Revolució Cultural. D'aquesta manera, Hua semblava consolidar el seu poder i la Banda dels Quatre es convertia en el boc expiatori de les accions més radicals dels últims anys del maoisme. Açò permetia a Hua presentar-se a si mateix com fidel hereu i continuador del llegat del president Mao.
No obstant això, mentre que Hua comptava amb pocs suports dins del partit, molts dels dirigents que havien patit les purgues de la Revolució Cultural donaven suport a Deng Xiaoping, que des del seu exili voluntari en la ciutat meridional de Guangzhou havia sol·licitat la seua rehabilitació. El prestigi personal de Deng sembla que va portar a Hua Guofeng i els seus col·laboradors a acceptar la seua rehabilitació política. El 22 de juliol de 1977, durant la Tercera Sessió Plenària del X Congrés del Comitè Central del Partit Comunista, Deng tornava al govern, recuperant els càrrecs de viceprimer ministre, vicepresident del Comitè Central del Buró Polític, vicepresident de la Comissió Militar i cap de l'Estat Major de l'Exèrcit Popular d'Alliberament.
Al mateix temps, partidaris de Deng Xiaoping, com Zhao Ziyang, líder del partit a Sichuan, augmentaven la seua influència en el partit gràcies als èxits de les reformes econòmiques a xicoteta escala en el medi rural.

### Ascens al poder i reformes econòmiques
Gràcies al suport d'altres dirigents del partit i després d'haver recuperat els seus càrrecs oficials, el 1978 l'ascens cap al poder de Deng era ja imparable. Malgrat que Hua Guofeng acaparava formalment els màxims càrrecs de la República Popular, la seua posició, amb pocs suports, era cada vegada més difícil. Al desembre de 1978, durant la Tercera Sessió Plenària del XI Congrés del Comitè Central del Partit Comunista de la Xina, Deng Xiaoping prenia les regnes del poder, que Hua perd progressivament.
De fet, la política xinesa dels següents anys estaria marcada per les línies mestres definides en el discurs pronunciat per Deng Xiaoping en aquella reunió. Els seus col·laboradors van passar a ocupar posicions en el Buró Polític, i Hua Guofeng, tot i que conservava els tres càrrecs de president del partit, primer ministre del Consell d'Estat i president de la Comissió Militar Central, es va veure relegat a posicions secundàries. Es repetia així una situació molt comuna al llarg de la història xinesa, en la qual els càrrecs nominals sovint tenen poca relació amb el poder real.

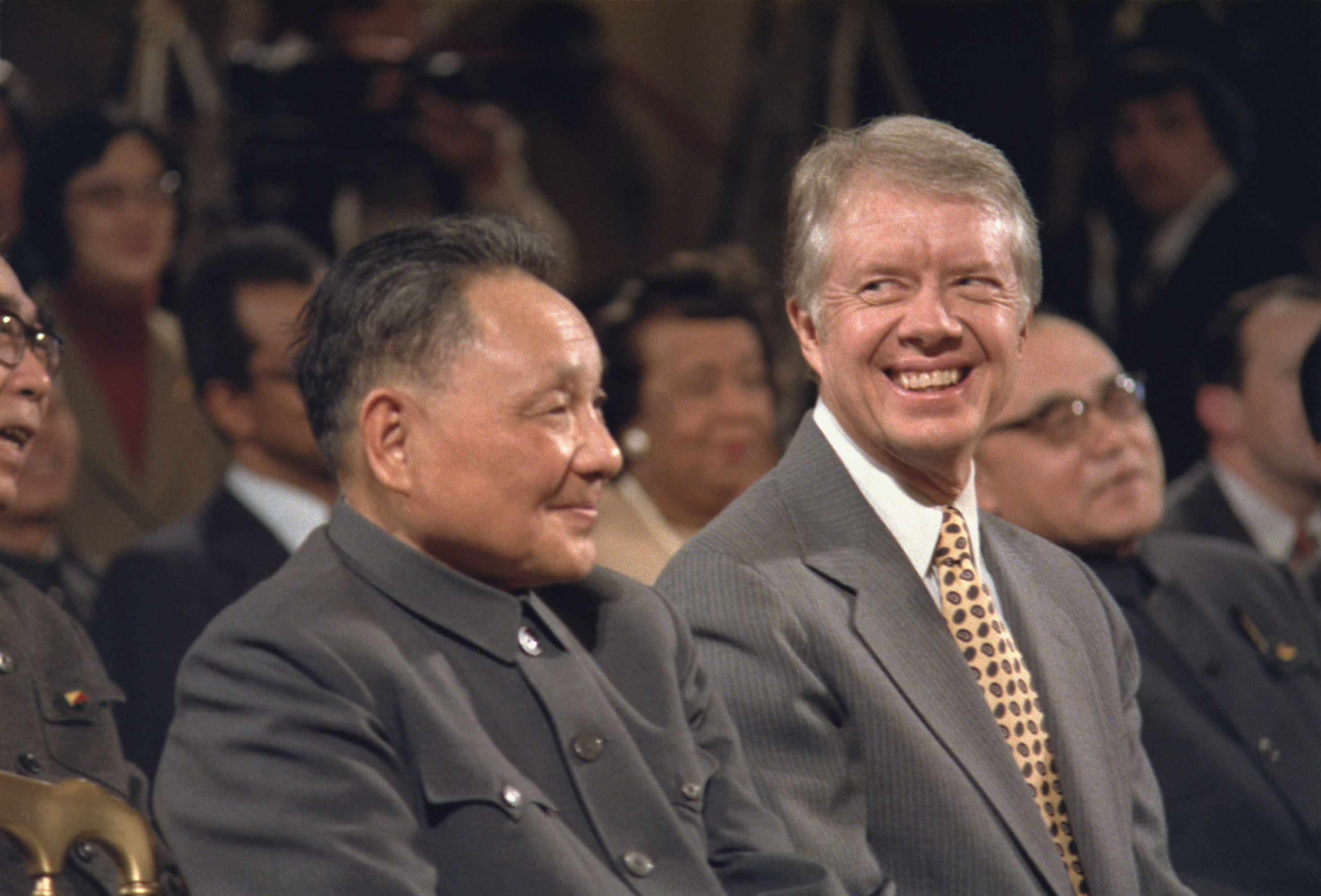
Deng Xiaoping, junt al president nord-americà Jimmy Carter, a Washington el 31 de gener de 1979, durant l'establiment de relacions diplomàtiques entre els dos estats.

A partir de 1979 es van accelerar les reformes econòmiques de tipus capitalista, encara que mantenint la retòrica d'estil comunista. El sistema de comunes va ser desmantellat progressivament i els camperols van començar a tenir més llibertat per a administrar les terres que conreaven i vendre els seus productes en els mercats. Al mateix temps, l'economia xinesa s'obria a l'exterior. L'1 de gener d'aquell mateix any, els Estats Units passaven a reconèixer diplomàticament a la República Popular de la Xina, abandonant les autoritats de Taiwan, i els contactes comercials entre Xina i Occident van començar a créixer, especialment arran de la creació de les zones econòmiques especials, una sèrie de ciutats i regions on hi ha un grau de liberalització econòmica superior al de la resta del país. Ja a la fi de 1978, l'empresa aeronàutica Boeing havia anunciat la venda de diversos avions 747 a les línies aèries de la República Popular de la Xina, i l'empresa de begudes Coca-cola havia fet pública la seua intenció d'obrir una planta de producció a Shanghai.

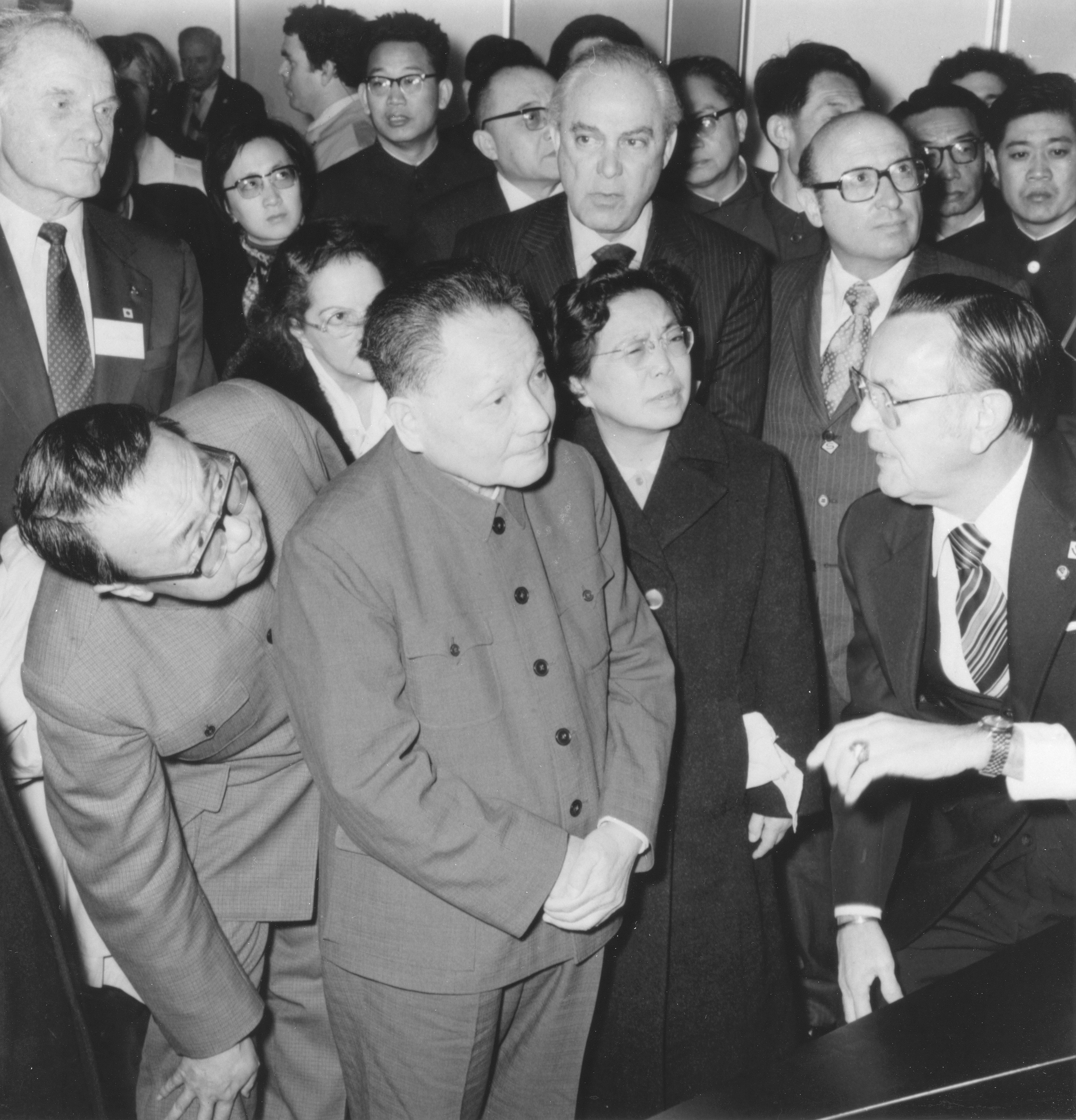
Deng Xiaoping (al centre) i la seua dona Zhuo Lin (a la seua esquerra) visiten el Centre Espacial Johnson de Houston el 2 de febrer de 1979. El director del centre Christopher C. Kraft (a la dreta) els va acompanyar durant la visita

A principis de 1979, Deng Xiaoping va portar a terme una visita oficial als Estats Units, durant la qual es va entrevistar a Washington amb el president Jimmy Carter i amb diversos congressistes, i va visitar el centre espacial de la NASA de Houston i les seus de Boeing i Coca-cola a Seattle i Atlanta, respectivament. Amb aquestes visites tan significatives, Deng feia palès que les noves prioritats del règim xinès eren el desenvolupament econòmic i tecnològic.
Fidel a la seua famosa frase que diu "tant fa que el gat siga blanc o negre, l'important és que cace ratolins", pronunciada durant la conferència de Guangzhou de 1961, i que tantes crítiques li havia ocasionat, Deng Xiaoping, al costat dels seus col·laboradors més propers, com Zhao Ziyang, que el 1980 rellevava a Hua Guofeng com a primer ministre, i Hu Yaobang, que el 1981 feia el mateix amb el càrrec de president del partit, prenia les regnes del poder i amb el propòsit d'avançar en les anomenades "quatre modernitzacions" (de l'economia, l'agricultura, el desenvolupament científic i tecnològic i la defensa nacional) engegava un ambiciós pla d'obertura i liberalització de l'economia. L'últim càrrec de poder que va mantenir Hua Guofeng, el de president de la Comissió Militar Central, va ser ocupat pel mateix Deng Xiaoping el 1981.
A diferència de Hua Guofeng, que havia necessitat acaparar càrrecs per a demostrar la seua autoritat, Deng només va ostentar formalment el càrrec de president de la Comissió Militar Central, però ningú posava en dubte ja el seu paper de líder suprem de la República Popular de la Xina.
Durant els anys vuitanta, Deng va dirigir l'expansió de l'economia i, en el pla polític, es va fer càrrec de les negociacions amb el Regne Unit per a la devolució del territori de Hong Kong, entrevistant-se personalment amb la primera ministra britànica Margaret Thatcher. Fruit d'aquelles negociacions va ser la Declaració Conjunta Sinobritànica signada el 19 de desembre de 1984, que acordava la devolució a la Xina del territori de Hong Kong l'any 1997. El govern xinès es comprometia a respectar el sistema econòmic i de llibertats individuals de la llavors colònia britànica durant els cinquanta anys següents a la devolució. Portugal, pressionat per les autoritats xineses, també acceptà acordar la devolució de la seua colònia de Macau el 1999, amb un acord a grans trets igual al de Hong Kong. La devolució d'aquests dos territoris es basava en el principi polític formulat pel mateix Deng conegut com "un país, dos sistemes", que es refereix a la convivència sota una única autoritat política de territoris amb sistemes econòmics diferents, comunista i capitalista. Encara que aquesta teoria es va aplicar als casos de Hong Kong i Macau, sembla que la intenció de Deng Xiaoping era presentar-la com una opció atractiva als ciutadans de Taiwan per a una eventual incorporació d'aquesta illa, reivindicada com territori xinès, a la República Popular.
En l'àmbit econòmic, el ràpid creixement s'enfrontava a diversos problemes. D'una banda, el cens de població de 1982 havia revelat l'extraordinari creixement de la població xinesa, que depassava ja els mil milions de persones. Deng Xiaoping va continuar els plans iniciats per Hua Guofeng per restringir la natalitat imposant la política de fill únic, per la qual la majoria de les parelles solament podien tenir un únic fill sota pena de sancions administratives. D'altra banda, la creixent llibertat econòmica s'estava traduint en una major llibertat d'opinió i començaven a sorgir veus crítiques amb el sistema, com el famós dissident Wei Jingsheng, que va encunyar l'expressió "cinquena modernització" per a referir-se a la democràcia, element absent dels plans renovadors de Deng Xiaoping. A la fi dels anys vuitanta, el malestar amb l'autoritarisme del règim i les desigualtats creixents van provocar la crisi més gran de l'etapa de poder de Deng Xiaoping.

### Les protestes de 1989
Hu Yaobang, secretari general del Partit Comunista apartat del poder per Xiaoping, va morir per malaltia el 15 d'abril de 1989. El dol per la mort d'un càrrec oficial del Partit va desencadenar en nombroses protestes en el país. A la Plaça de Tian'anmen de Pequín, les manifestacions de dol per la mort de Hu, reformista que havia estat apartat del poder dos anys abans, es van transformar a poc a poc en una nombrosa concentració de persones, en la seua majoria estudiants joves que reclamaven més llibertats i l'eixida del poder de polítics conservadors com el primer ministre Li Peng. Si bé cal tenir en compte que les protestes, potser pel seu caràcter espontani, mancaven d'una causa o lideratge unificat. Els participants van ser, generalment, gent en contra de l'autoritarisme, i alguns van demanar liberalització econòmica i la reforma democràtica de l'estructura del govern, altres manifestants van demanar una reforma per fer del socialisme xinès menys autoritari i centralitzat.
Les protestes es van anar intensificant, i el 20 de maig es declarava la llei marcial. Malgrat tot, els manifestants no van abandonar la plaça i la continuació de les protestes va provocar la divisió en el Buró Polític del Partit Comunista. D'una banda, els reformistes com Zhao Ziyang defensaven la possibilitat d'una eixida dialogada mentre que el primer ministre Li Peng va defensar l'ús de la força militar per a desallotjar la plaça i acabar amb les protestes. Les protestes van acabar quan el govern xinès va reprimir-les per l'ús de la força, ocupant la ciutat el 4 de juny.
Moltes persones a Pequín creuen que Deng Xiaoping és qui va ordenar la intervenció, però els analistes polítics no saben amb certesa qui va ser la persona que es trobava realment darrere de l'ordre. Tanmateix, la filla de Deng defensa que les accions es van produir per una decisió conjunta dels alts càrrecs del partit.

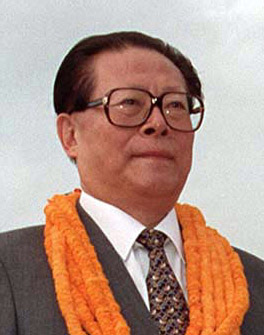
Jiang Zemin.

La repressió violenta de les protestes es va cobrar un nombre encara desconegut de víctimes, entre 400 i diversos milers de morts depenent de les fonts. Zhao Ziyang, a qui fins aleshores se li havia considerat el successor natural de Deng Xiaoping, va ser desallotjat del poder i passaria la resta de la seua vida, fins a la seua mort l'any 2005, sota arrest domiciliari, mentre que el sector conservador encapçalat per Li Peng s'enfortia dins el partit. Malgrat tot, Deng Xiaoping no va triar Li Peng com a successor. En lloc seu, Deng va nomenar el fins aleshores alcalde de Shanghai, Jiang Zemin, que havia aconseguit mantenir l'ordre públic en Shanghai durant les protestes, i el va situar com a successor seu en el Buró Polític, cedint-li l'únic càrrec important que Deng encara ostentava de manera oficial, el de president de la Comissió Militar Central.
La decisió de Deng Xiaoping de nomenar com successor Jiang Zemin i no Li Peng sembla que s'explica per la desconfiança que Deng sentia cap al conservadorisme en matèria econòmica de Li. Encara que el reformista Zhao Ziyang havia estat apartat per la seua debilitat enfront de les protestes, Deng no estava disposat a sacrificar les reformes econòmiques.

### El "viatge al sud" i l'expansió econòmica

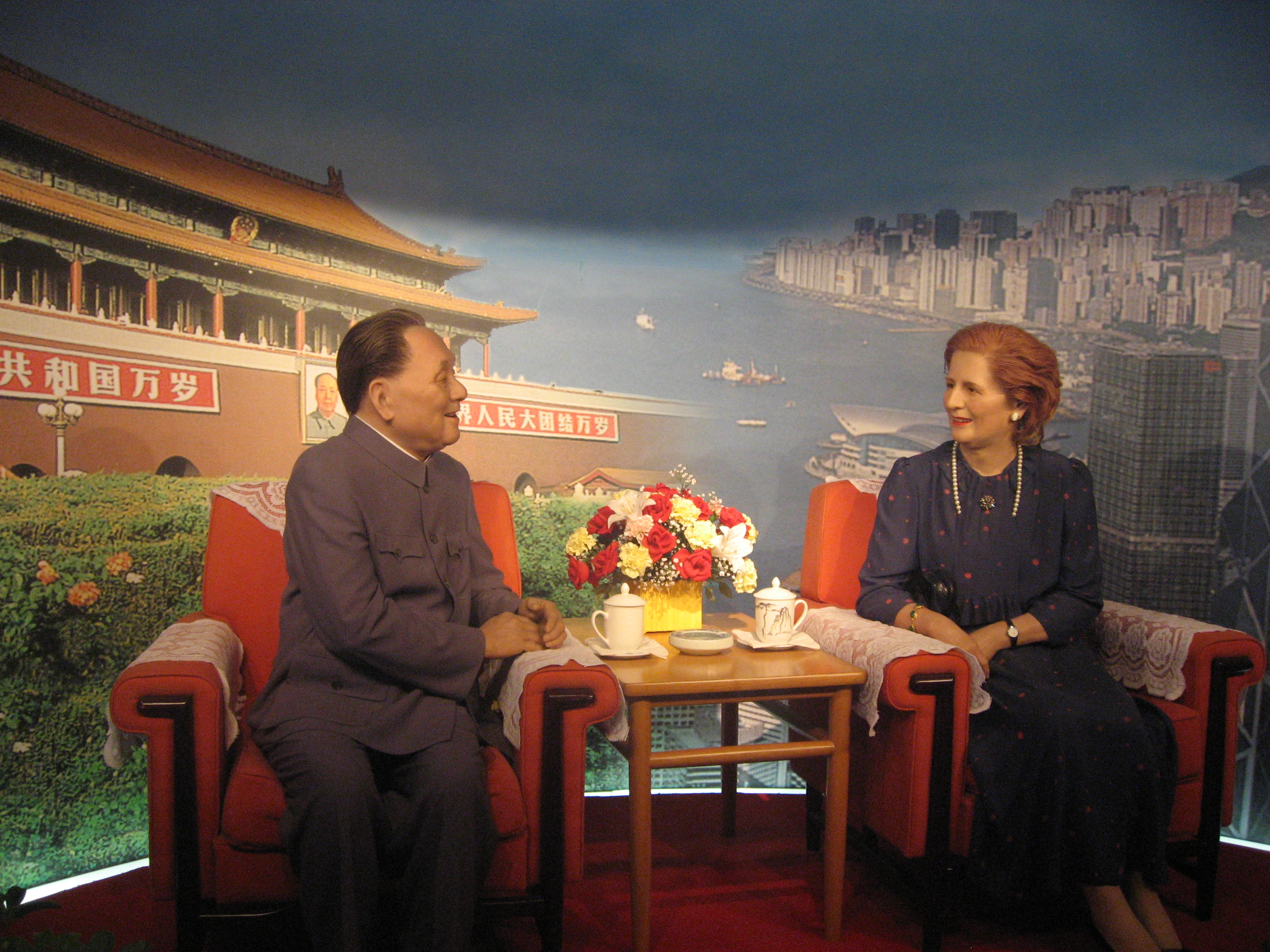
Figures de cera que representen Deng Xiaoping i Margaret Thatcher, a Shenzhen.

Malgrat haver abandonat els seus càrrecs públics el 1989, deixant en mans del seu protegit polític, Jiang Zemin, el dia a dia de la gestió política, l'ancià Deng Xiaoping va continuar exercint el poder des de l'ombra. Mentre que l'ala conservadora del partit representada per Li Peng desitjava posar fre a la liberalització econòmica i fins i tot tornar a augmentar el control de l'Estat sobre l'economia, Deng va imposar el seu criteri que la liberalització de l'economia havia de seguir avant.
El desenvolupament econòmic, que s'havia vist frenat per la incertesa i l'aïllament internacional que va afectar la República Popular de la Xina després de la repressió violenta de les protestes de Tian'anmen, es veuria reactivat a partir del famós "viatge al sud" o "gira pel sud" (南巡 Nán Xún), quan la primavera de 1992, a 88 anys, Deng Xiaoping va sorprendre els mitjans de comunicació de la Xina i el món en visitar les ciutats meridionals de Guangzhou, Shenzhen i Zhuhai, a més de Shanghai, pronunciant en aquests llocs discursos en els quals anunciava la continuació i aprofundiment de les reformes empreses. D'aquesta manera, Deng feia palès que l'obertura econòmica no tenia marxa enrere. El suport de l'ancià líder a les reformes econòmiques va iniciar una acceleració sense precedents del creixement econòmic i de la inversió estrangera a la República Popular de la Xina durant els anys noranta.
La seua gira pel sud va ser inicialment ignorada pels mitjans de comunicació nacionals de Pequín, que es trobaven sota el control dels rivals polítics de Deng. El president Jiang Zemin tampoc no va fer-li costat excessivament. Desafiant els mitjans de comunicació hostils, Deng va escriure diversos articles defensant les reformes amb el pseudònim "Huang Fuping" al Diari d'Alliberament (Jiěfàng Rìbào) de Shanghai, i ràpidament es van veure secundats pels funcionaris locals i la població civil. La nova retòrica política de Deng va donar pas a una nova tempesta política entre les faccions del Politburó comunista. El president Jiang Zemin finalment es va posar del costat de Deng, i va ser aleshores quan els mitjans de comunicació nacionals van informar de la gira de Deng, mesos després que aquesta haguera ocorregut. Hi ha observadors polítics que suggereixen que la submissió de Jiang respecte a Deng va fer que la seua posició com a delfí polític es reforçara. Entre bastidors, la gira pel sud va ajudar a l'ascens dels reformistes a la cúspide del poder nacional. A més a més, el resultat final de la gira de Deng pel sud va demostrar que continuava sent l'home més poderós a la Xina per aquelles dates.

## Llegat i valoració històrica

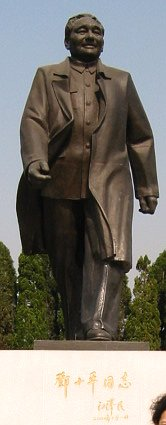
Estàtua de Deng Xiaoping, una de las poques existents, a la ciutat de Shenzhen

Deng Xiaoping va morir a Pequín a 92 anys el 19 de febrer de 1997. En els últims anys de la seua vida havia estat apartat de la vida pública i, afligit de la malaltia de Parkinson, tot just podia comunicar-se amb la gent més propera a ell.
Malgrat la seua avançada edat, fins a la seua mort se'l va considerar el líder suprem de la Xina i fins i tot després de la seua desaparició, el Partit Comunista Xinès ha seguit a grans trets les polítiques que Deng havia endegat. El seu successor Jiang Zemin va cedir el poder a altre dirigent també proper a Deng Xiaoping, el president de la República Popular Hu Jintao.
Per als seus partidaris, és difícil emfasitzar suficientment la rellevància històrica de Deng Xiaoping al segle xx. Sota el seu lideratge, la Xina, amb més de mil milions d'habitants, va iniciar una època de desenvolupament econòmic sense precedents històrics. Malgrat els problemes socials que es van derivar de les reformes econòmiques, l'opinió més estesa considera que les polítiques de Deng Xiaoping van traure de la pobresa absoluta a centenars de milions de xinesos i van situar la República Popular en camí de convertir-se en una de les superpotències econòmiques del món.
Davant d'aquests èxits en el desenvolupament econòmic i social de la Xina, Deng Xiaoping ha estat criticat per la seua forma de govern autoritària i pel seu paper decisiu en l'ús de la força contra els manifestants de la Plaça de Tian'anmen el 1989. No obstant això, alguns analistes i moltes persones a la Xina consideren que l'estil de govern de Deng Xiaoping va ser molt més humà i altruista que el del seu predecessor Mao Zedong. A diferència de Mao, Deng no va promoure el culte a la seua persona, i la repressió de les llibertats individuals van ser menors que en l'època maoista. L'exsecretari d'Estat nord-americà durant la guerra del Vietnam, Henry Kissinger, ha estat un dels rehabilitadors de la figura de Xiaoping.
Deng va ser també un hàbil diplomàtic, i va contribuir en gran part als èxits de la Xina en els afers exteriors. La Xina, amb Deng com a líder, va veure com tant Hong Kong com Macau tornaven a sobirania xinesa, gràcies a acords diplomàtics. L'era Deng, amb la guerra freda com a teló de fons, va veure les millors relacions sinoamericanes de la història.
Al costat d'aquestes visions positives de la figura històrica de Deng Xiaoping, hi ha les crítiques d'alguns sectors del nacionalisme xinès que afirmen que la política exterior del Deng va ser un apaivagament, i que certs episodis del passat, com els crims de guerra comesos pel Japó durant la Segona Guerra Sinojaponesa es van oblidar per millorar les relacions diplomàtiques i econòmiques. També hi ha hagut nombroses crítiques des de l'esquerra, que han criticat les polítiques econòmiques de la Xina de Deng, qualificades de neoliberals, que han lligat amb la repressió i la polarització social extrema, o altres des dels mateixos governs xinesos posteriors n'han criticat l'abandó d'una línia més ortodoxa o la introducció de polítiques capitalistes, que veuen com a responsables de les profundes desigualtats econòmiques i socials de la Xina actual.
En comparació amb altres antics líders del Partit Comunista Xinès, els monuments dedicats a Deng Xiaoping han estat relativament de baix perfil, d'acord amb el pragmatisme que Deng va mostrar en vida. El retrat de Deng, a diferència del de Mao, mai no ha estat penjat a cap lloc públic de la Xina. Així mateix, després de la seua mort, el seu cos va ser incinerat, en lloc d'embalsamat com es va fer amb Mao.
Es poden trobar algunes representacions públiques de Deng arreu del país. Una estàtua de bronze seua va ser erigida el 14 de novembre de 2000, a la gran plaça de Lianhua Mountain Park (xinès tradicional: 蓮花山公園, xinès simplificat: 莲花山公园, pinyin: liánhuā shān gōngyuán), a Shenzhen. Aquesta estàtua està dedicada al paper de Deng en el desenvolupament de la Zona Econòmica Especial de Shenzhen.
Una altra estàtua de bronze es va inaugurar el 13 d'agost de 2004 a la ciutat natal de Deng, Guang'an, al sud-oest de la Xina. L'estàtua va ser erigida per commemorar el centenari del seu naixement. L'estàtua mostra Deng, vestit de carrer, assegut en una cadira i somrient.